# Reynosa
Reynosa är en stad i nordöstra Mexiko och är den största staden i delstaten Tamaulipas. Staden är belägen vid floden Río Bravo del Norte (Rio Grande), vid gränsen mot Texas i USA. Reynosa grundades 14 mars 1749. 

## Stad och storstadsområde
Staden har 537 523 invånare (2007), med totalt 557 566 invånare (2007) i hela kommunen på en yta av 3 141 km². 
Storstadsområdet, Zona Metropolitana de Reynosa-Río Bravo, har totalt 665 596 invånare (2007) på en yta av 4 713 km². Området består av de båda kommunerna Reynosa och Río Bravo. 
Reynosa bildar tillsammans med området runt McAllen på den amerikanska sidan av floden ett internationellt storstadsområde med 1,2 miljoner invånare (2007). 